# دوروثي إيفانز
كانت دوروثي إليزابيث إيفانز (6 مايو 1888-28 أغسطس 1944) ناشطة نسوية بريطانية ومناصرة لحقوق المرأة في التصويت. كانت منظمة متشددة للاتحاد الاجتماعي والسياسي للمرأة في بداية الحرب العالمية الأولى، واعتُقِلَت مرتين في بلفاست بتهم حيازة المتفجرات. انفصلت عن كريستابيل بينكورست والاتحاد الاجتماعي والسياسي للمرأة في عام 1914 بسبب دعمهما للحرب، وظلت حتى نهاية حياتها ناشطة متحمّسة في مناصرة السلام ومساواة المرأة.

## الانخراط المبكر في الاتحاد الاجتماعي والسياسي للمرأة
وُلِدَت إيفانز في منطقة كنتيش تاون في لندن، ودرست في كلية نورث لندن المختلطة وكلية دارتفورد للتربية البدنية، وتأهلت للعمل كمدرسة. انضمت إلى الاتحاد الاجتماعي والسياسي للمرأة في عام 1907، وعملت بدوام كامل منذ أوائل عام 1910، وبعد استقالتها من منصب التدريس، منظمة للاتحاد في برمنغهام. اعتُقِلّت إيفانز وسُجِنَت عدة مرات خلال هذه الفترة بسبب أفعال مرتبطة بحملة حق المرأة في التصويت، ومن ضمنها رفض الحصول على ترخيص للكلاب.
سُجنت إيفانز في مصحة السجناء المجانين في سجن آيلزبري بسبب إدانتها بالتكسير في حملة تحطيم النوافذ في ويست إند بلندن بين مارس ويوليو 1912، ولكنها احتجت بإضرابين عن الطعام وتعرضت للتغذية القسرية. عملت بعد إطلاق سراحها صلة وصل بين مقر الاتحاد الاجتماعي والسياسي للمرأة في لندن، وزعيمتها كريستابيل بينكورست، في المنفى الباريسي. سافرت إيفانز متخفية لتجنب الاعتقال، ولكنها علمت أن سبب نجاتها من الاعتقال ثانيةً لم يكن سوى اعتقال إيفانز أخرى بريئة تمامًا.

## داعية للسلام والمساواة
وجدت إيفانز نفسها مرة أخرى خلف القضبان، ولكن أُفرج عنها بموجب العفو العام الذي مُنح لأعضاء الاتحاد الاجتماعي والسياسي للمرأة عند اندلاع الحرب في أغسطس. انفصلت عن الاتحاد وبينكورست من خلال معارضتها للحرب وأصبحت منظمة للاتحاد الاجتماعي والسياسي المستقل للمرأة. رُفِضَ جواز سفرها لحضور مؤتمر السلام النسائي في لاهاي في عام 1915.
أصبحت إيفانز نشطة أيضًا مع مجموعة أخرى انفصلت في وقت سابق عن الاتحاد الاجتماعي والسياسي للمرأة، وهي رابطة تحرير المرأة، في عام 1917، فساعدت في تشكيل فرع في نيوكاسل أبون تاين مع آدا بورتون وإميلي دافيسون. تشكلت الرابطة في عام 1907 احتجاجًا على افتقار عائلة بينكورست إلى المساءلة الديمقراطية والإجراءات المتشددة التي وافقوا عليها (مع إيفانز). إن التزام الرابطة باللاعنف امتد إلى معارضة الحرب والالتزام بمجلس السلام النسائي.
واصلت إيفانز عملها كمنظمة لرابطة تحرير المرأة بعد الحرب، ونظمت أيضًا منذ عام 1923 رابطة المرأة الدولية للسلام والحرية. أصبحت فيما بعد عضوًا بارزًا (لعدة سنوات قيادية) لمجموعة النقاط الست التي طالبت بالإصلاح التشريعي فيما يتعلق بإساءة معاملة الأطفال، والأمهات الأرامل وغير المتزوجات، والمساواة في حقوق الوالدين، والمساواة في الأجر، والفرص في المدارس والخدمة المدنية، وانضمت إلى الاتحاد الوطني لجمعيات حق المرأة في الاقتراع الذي يتنبى نفس البرنامج.
شغلت إيفانز منصب سكرتيرة رابطة المرأة الدولية خلال الحرب العالمية الثانية، وبقي همها الرئيسي متمثلًا بحق المساواة في التوظيف. شاركت في حملة التعويض المتساوي منذ عام 1941 حتى عام 1943، وأصبحت عضوًا في لجنة حملة المساواة في الأجور في عام 1944، لضمان المساواة في الأجر في الخدمة المدنية. كانت أيضًا ناشطة في حملة مجموعة نساء من أجل وستمنستر لزيادة عدد النائبات، وصياغة مشروع قانون حقوق التصويت المتساوية (الشامل) لعام 1944.

## الحياة الشخصية
توفيت إيفانز بعد مرض استمر لمدة يومين في غلاسكو حيث كانت ستتحدث في اجتماع، وكانت تبلغ من العمر 55 عامًا.
حافظت إيفانز على علاقات متزامنة طويلة الأمد مع سيبيل موريسون وإميل ديفيز، وهو عضو مجلس مقاطعة لندن من حزب العمال. رفضت إيفانز الزواج، وقالت صديقتها مونيكا واتلي بأنها ادخرت المال لمدة ثلاث سنوات استعدادًا لابن ديفيز الجديد في عام 1921. توفيت إيفانز في أغسطس 1944، وكانت ابنتها ليندال (التي سميت على اسم البطلة في رواية قصة مزرعة أفريقية لأوليف شراينر) حينها عضوًا في اللجنة التنفيذية لمجموعة النقاط الست.